# Gubernatorzy Anguilli

Flaga gubernatora Anguilli

Gubernator Anguilli reprezentuje brytyjską monarchię. Gubernator jest powoływany przez monarchę na wniosek brytyjskiego rządu. Główną rolą gubernatora jest mianowanie szefa ministrów, poza tym pełni funkcję głównie ceremonialną.
Oficjalną jego rezydencją jest Government House w Old Ta. Gubernator posiada także własną flagę, przedstawiającą flagę Zjednoczonego Królestwa z herbem Anguilli pośrodku.

## Lista gubernatorów Anguilli
1. Alastair Turner Baillie 1983-1987
2. Geoffrey Owen Whittaker 1987-1989
3. Brian G.J. Canty 1989-1992
4. Alan W. Shave 1992-1995
5. Alan Hoole 1995-1996
6. Robert Harris 1996-2000
7. Roger Cousins (tymczasowo) 2000
8. Peter Johnstone 2000-2004
9. Mark Capes (tymczasowo) 2004
10. Alan Huckle 2004-2006
11. Andrew George 10 lipca 2006-11 marca 2009
12. Stanley Reid (tymczasowo) 11 marca 2009-21 kwietnia 2009
13. Alistair Harrison 21 kwietnia 2009-18 lipca 2013
14. Stanley Reid (tymczasowo) 18 lipca 2013-23 lipca 2013
15. Christina Scott 23 lipca 2013-nadal